# 대암선생문집책판
대암선생문집책판(大庵先生 文集 冊版)은 대구광역시 달성군에 있는, 조선중기 문신인 大庵 朴惺(1549-1606) 선생의 문집인『大庵集』의 목판이다. 2007년 4월 10일 대구광역시의 유형문화재 제54호로 지정되었다.

## 개요
대암선생문집 책판은 조선중기 문신인 大庵 朴惺(1549-1606) 선생의 문집인『大庵集』의 목판으로, 대암선생 사후 선생이 지은 글을 모아 숙종 5년(1679) 李元禎이 序를 지었으며 대암의 증손 世熙에 의하여 편집, 간행되었다. 문집은 6권 4책이며 권1(目錄·詩), 권2(祭文·雜著), 권3(書·墓誌銘), 권4(疏), 권5(行狀·輓詞·祭文), 권6(祭文·墓碑銘)으로 구성되어 있다.
이 목판은 17세기말 판각된 이후 결판됨이 없이 원형을 잘 보존하고 있으며 목판의 주인공 박성이 임진왜란 때 김성일, 이원익과 함께 활약한 것에서 볼 때 당대 명현들의 사상과 조선중기의 정치·사회상을 연구하는데 중요한 자료로 평가된다.

## 참고 문헌
- 대암선생문집책판 - 국가유산청 국가유산포털